# Robert Island (ö i Kina)
Robert Island (kinesiska: 甘泉岛, 甘泉島) är en ö bland Paracelöarna i Sydkinesiska havet.  Paracelöarna har annekterats av Kina, men Taiwan och Vietnam gör också anspråk på dem. Arean är 0,33 kvadratkilometer.
Terrängen på Robert Island är mycket platt. Öns högsta punkt är 10 meter över havet. Den sträcker sig 0,7 kilometer i nord-sydlig riktning, och 0,5 kilometer i öst-västlig riktning.